# (48) Doris
(48) Doris es un asteroide perteneciente al cinturón de asteroides descubierto por Hermann Mayer Salomon Goldschmidt desde París, Francia, el 19 de septiembre de 1857. Está nombrado por Doris, una deidad menor de la mitología griega.

## Características orbitales
Doris está situado a una distancia media de 3,109 ua del Sol, pudiendo acercarse hasta 2,881 ua y alejarse hasta 3,338 ua. Su inclinación orbital es 6,547° y la excentricidad 0,07354. Emplea en completar una órbita alrededor del Sol 2003 días.